# 手紙 (ナオト・インティライミの曲)
「手紙」（てがみ）は、ナオト・インティライミによる楽曲。彼の12枚目のシングルとして2013年11月27日にユニバーサルシグマから発売。

## 収録曲
全作詞作曲：ナオト・インティライミ
1. 手紙 [5:37]
  - 編曲：田中隼人、ナオト・インティライミ
2. 恋する季節 (Acoustic ver.) [5:06]
3. 手紙 (DJ DECKSTREAM Remix)[5:21]
4. 手紙 （KARAOKE）[5:38]